# Plagiosphaera moravica
Plagiosphaera moravica är en svampart som först beskrevs av Franz Petrak, och fick sitt nu gällande namn av Franz Petrak 1941. Plagiosphaera moravica ingår i släktet Plagiosphaera, klassen Sordariomycetes, divisionen sporsäcksvampar och riket svampar.   Inga underarter finns listade i Catalogue of Life.